# Бой, Айзек
Айзек Бой Эдегвер (англ. Isaac Boye Edegware; род. 5 января 1997) — нигерийский футболист, нападающий шведского «Эребру».

## Клубная карьера
Является воспитанником нигерийской «Академи фо Старз» (англ. Academy for Stars). 4 августа 2017 года перебрался в Швецию, подписав с «Эребру» контракт, рассчитанный на четыре с половиной года. 24 августа провёл первую игру за основную команду в матче второго раунда кубка Швеции с «Карлстадом», выйдя в стартовом составе. 7 апреля 2018 года дебютировал в чемпионате Швеции во встрече с «Норрчёпинг», выйдя на замену в конце второго тайма вместо Виктора Шёльда.
В марте 2019 года Бой отправился в аренду до конца сезона в «Умео». 7 апреля впервые появился на поле в матче с «Тим ТГ» и на 47-й минуте забил единственный мяч во встрече. В общей сложности за время аренды провёл за команду 28 матчей и забил 12 мячей.
29 февраля 2020 года был отдан на правах аренды в «Юнгшиле». В связи с пандемией COVID-19 дебютировал за команду в Суперэттане только 23 июня в матче второго тура с «Йёнчёпингс Сёдра», выйдя на замену в середине второго тайма. В августе арендное соглашение было досрочно прекращено и нападающий вернулся в «Эребру».
В феврале 2021 года Бой отправился в очередную аренду в клуб первого дивизиона «Карлстад». За сезон, проведённый в команде, Айзек сыграл 26 матчей, в которых забил 11 мячей.

## Клубная статистика
| Выступление      | Выступление      | Выступление      | Лига | Лига | Кубки | Кубки | Конт. кубки | Конт. кубки | Разное | Разное | Итого | Итого |
| Клуб             | Лига             | Сезон            | Игры | Голы | Игры  | Голы  | Игры        | Голы        | Игры   | Голы   | Игры  | Голы  |
| ---------------- | ---------------- | ---------------- | ---- | ---- | ----- | ----- | ----------- | ----------- | ------ | ------ | ----- | ----- |
| Эребру           | Алльсвенскан     | 2017             | 0    | 0    | 1     | 0     | 0           | 0           | 0      | 0      | 1     | 0     |
| Эребру           | Алльсвенскан     | 2018             | 15   | 1    | 1     | 0     | 0           | 0           | 0      | 0      | 16    | 1     |
| Эребру           | Алльсвенскан     | 2019             | 0    | 0    | 1     | 0     | 0           | 0           | 0      | 0      | 1     | 0     |
| Эребру           | Алльсвенскан     | 2020             | 1    | 0    | 1     | 0     | 0           | 0           | 0      | 0      | 2     | 0     |
| Эребру           | Итого            | Итого            | 16   | 1    | 2     | 0     | 0           | 0           | 0      | 0      | 18    | 1     |
| → Умео           | Дивизион 1       | 2019             | 28   | 12   | 1     | 0     | 0           | 0           | 2      | 0      | 31    | 12    |
| → Умео           | Итого            | Итого            | 28   | 12   | 1     | 0     | 0           | 0           | 2      | 0      | 31    | 12    |
| → Юнгшиле        | Суперэттан       | 2020             | 9    | 1    | 0     | 0     | 0           | 0           | 0      | 0      | 9     | 1     |
| → Юнгшиле        | Итого            | Итого            | 9    | 1    | 0     | 0     | 0           | 0           | 0      | 0      | 9     | 1     |
| → Карлстад       | Дивизион 1       | 2021             | 26   | 11   | 0     | 0     | 0           | 0           | 0      | 0      | 26    | 11    |
| → Карлстад       | Итого            | Итого            | 26   | 11   | 0     | 0     | 0           | 0           | 0      | 0      | 26    | 11    |
| Всего за карьеру | Всего за карьеру | Всего за карьеру | 79   | 25   | 3     | 0     | 0           | 0           | 2      | 0      | 84    | 25    |